# Срдан Граховац
Срдан Граховац (босн. Srđan Grahovac, нар. 19 жовтня 1992, Баня-Лука, Боснія і Герцеговина) — боснійський футболіст, півзахисник турецького клубу «Чайкур Різеспор».

## Клубна кар'єра
У дорослому футболі дебютував 2009 року виступами за команду клубу «Борац» (Баня-Лука), в якій провів п'ять сезонів, взявши участь у 116 матчах чемпіонату.
До складу клубу «Рапід» (Відень) приєднався 2014 року.

## Виступи за збірні
2011 року дебютував у складі юнацької збірної Боснії і Герцеговини, взяв участь у 5 іграх на юнацькому рівні.
Протягом 2011–2014 року залучався до складу молодіжної збірної Боснії і Герцеговини. На молодіжному рівні зіграв у 23 офіційних матчах, забив 3 голи.

## Титули і досягнення
- Чемпіон Боснії і Герцеговини (1):

«Борац» (Баня-Лука): 2010-11
- Володар Кубка Боснії і Герцеговини (1):

«Борац» (Баня-Лука): 2009-10
- Чемпіон Казахстану (1):

«Астана»: 2017